# Badmintonmeisterschaft von Hongkong 2022
Die Badmintonmeisterschaft von Hongkong des Jahres 2022 fand als Hong Kong Annual Badminton Championships 2022 (chinesisch 2022 全港羽毛球錦標賽) statt. 

## Medaillengewinner
| Disziplin    | Gold                     | Silber                     | Bronze                         |
| ------------ | ------------------------ | -------------------------- | ------------------------------ |
| Herreneinzel | Chan Yin Chak            | Lee Cheuk Yiu              | Ng Ka Long                     |
| Herreneinzel | Chan Yin Chak            | Lee Cheuk Yiu              | Joshua Che Wang                |
| Dameneinzel  | Liang Ka Wing            | Ng Tin Yan                 | -                              |
| Herrendoppel | Tang Chun Man Ho Wai Lun | Lee Chun Hei Law Cheuk Him | Chang Tak Ching Hung Kuei Chun |
| Herrendoppel | Tang Chun Man Ho Wai Lun | Lee Chun Hei Law Cheuk Him | Lau Sin Hei Yeung Ming Nok     |
| Damendoppel  | Fan Ka Yan Yau Mau Ying  | Ng Tsz Yau Tsang Hiu Yan   | -                              |
| Mixed        | Lee Chun Hei Ng Tsz Yau  | Lui Lok Lok Lee Cheuk Yiu  | -                              |